# Wapen van Vessem, Wintelre en Knegsel

Wapen van Vessem, Wintelre en Knegsel

Het wapen van Vessem, Wintelre en Knegsel werd op 16 juli 1817 bevestigd door de Hoge Raad van Adel aan de Noord-Brabantse gemeente Vessem, Wintelre en Knegsel. Per 1997 ging Vessem, Wintelre en Knegsel op in de gemeente Eersel. Het gemeentewapen kwam daardoor te vervallen.

## Blazoenering
De blazoenering van het wapen luidde als volgt:
Van lazuur beladen met St.Lambertus van goud.
De heraldische kleuren zijn lazuur (blauw) en goud (goud of geel). Dit zijn de rijkskleuren. In het register van de Hoge Raad van Adel zelf wordt geen beschrijving gegeven, alleen een afbeelding.
Niet vermeld wordt dat de heilige in zijn rechterhand een kromstaf vasthoudt en op losse grond staat.

## Verklaring
De heilige Lambertus is de parochieheilige van de gemeente. Een schependomszegel uit 1728 vertoonde al een afbeelding van een bisschopsfiguur. Deze zegel vormde de basis voor het gemeentewapen.